# Transporter 3
Transporter 3 ist ein französischer Actionfilm aus dem Jahr 2008, der am 8. Januar 2009 in die deutschen Kinos kam. Als Drehbuchautor und Produzent beteiligt war Luc Besson, Regie führte Olivier Megaton. Es ist nach The Transporter und Transporter – The Mission der dritte Teil der Transporter-Filmreihe. 2015 folgte mit The Transporter Refueled ein Neustart der Reihe.

## Handlung
Der Exsoldat Jonas Johnson landet in der Ukraine und setzt dort den Umweltminister davon in Kenntnis, dass er seine Tochter Valentina entführt habe und er sie nur dann wiedersehen werde, wenn er einen Vertrag unterzeichnet, der es der Firma ECOCORP (seinen Auftraggebern) erlaubt, ihren Giftmüll in der Ukraine zu verklappen, was er vorher vehement abgelehnt hatte.
In derselben Nacht fährt ein schwarzer Audi A8 in Frank Martins Haus. Frank, der seinen Job als Fahrer aufgegeben hat und oft zusammen mit seinem väterlichen Freund, Inspektor Tarconi, angeln geht, erkennt den Fahrer als seinen alten Freund Malcolm Manville. Dessen Namen hat er als Ersatz für sich selbst bei einem Auftrag angegeben. Malcolm ist schwer verletzt und kann sich nicht klar ausdrücken. Nachdem die Sanitäter ihn im Rettungswagen wegfahren, entdeckt Frank eine Frau im Fond des Fahrzeugs. Sie fragt ihn, ob sie im Himmel sei. Er verneint und stellt fest, dass sie eher ziemlich tief in der Scheiße stecken würde. Sie weigert sich wegen eines Armbandes, sich vom Fahrzeug zu entfernen. Da Malcolm das gleiche Armband trägt, rennt Frank hinter dem Rettungswagen her, um die Sanitäter zu warnen, kann aber nicht verhindern, dass ein Sprengsatz im Armband Malcolms detoniert. Frank wird nach der Rückkehr ins Haus bewusstlos geschlagen. Als er erwacht, befindet sich nun auch an seinem Handgelenk ein solches Armband wie bei seinem verstorbenen Freund Malcolm. Nachdem er sich seinen typischen Anzug angezogen hat, trifft Johnson ein, der ihm klarmacht, dass er nun Malcolms Job übernehmen wird, da dieser sich als nicht kooperativ herausgestellt hat. Unter der Bedingung, dass er sein eigenes Auto fahren darf, willigt Frank ein. Das Navigationsgerät in seinem Fahrzeug ist so manipuliert, dass es ihm die Abschnitte der zu fahrenden Route nach einem einzugebenden Code zeigen wird. Außerdem sitzt die Frau, die bereits Malcolms Passagier war, in seinem Auto. So erfährt Frank sein erstes Ziel: Budapest. Auf der Fahrt dorthin durchquert er Deutschland, versucht nähere Informationen von der Frau zu erhalten und macht bei seinem alten Freund Otto in einer Werkstatt halt. Er bittet ihn um Hilfe, um das Armband zu entfernen. Doch unerwartet stehen Johnsons Schläger in der Werkstatt und treiben Frank zur Weiterfahrt an, was in einer Prügelei endet, die Frank für sich entscheiden kann, nachdem er als letztes auch einen besonders großen Schläger, der sich „der Brecher“ nennt, auf die Bretter geschickt hat. So wird klar, dass Frank permanent geortet werden kann und man immer genau weiß, wo er ist. Eine Entfernung des Armbands würde zur Detonation führen und der Sender im Fahrzeug, den Otto entdeckt hat und der das Armband kontrolliert, kann nicht ohne Weiteres entfernt werden. So setzt Frank seine Reise fort. Johnson nimmt Kontakt zu ihm auf und leitet ihn zu einem Marktplatz in Budapest. Dort wartet Frank auf den Anruf Johnsons und muss feststellen, dass dieser ein öffentliches Telefon anruft. Während Frank an diesem Telefon mit Johnson redet, wird sein Audi gestohlen. Da er sich maximal 25 Meter von seinem Wagen entfernen darf, damit das Armband nicht explodiert, darf ihm das Fahrzeug nicht entkommen. Er nimmt mit einem BMX-Fahrrad die Verfolgung auf und erobert sein Auto zurück. Er informiert Inspektor Tarconi über seinen Kenntnisstand und vereinbart mit Johnson einen neuen Deal.
Frank muss nun nach Bukarest fahren. Auf dem Weg dorthin verfolgen ihn ukrainische Geheimagenten, die im Auftrag des Ministers dessen Tochter finden sollen. Es gelingt ihm, das Fahrzeug der Agenten nach einer mörderischen Verfolgungsjagd in einen Abgrund abzudrängen. Der Wagen stürzt ab und explodiert. Seine Beifahrerin Valentina offenbart ihm nun, dass sie selber die Mission sei. Sie wurde auf Ibiza entführt und von Malcolm gefahren. Nachdem sie versucht hatte, mit ihrem Vater zu telefonieren, wurden die beiden verfolgt, was letztlich in dem Unfall in Franks Haus endete. Würde sie fliehen, würde man ihrem Vater etwas antun. Als Johnson Frank wieder ortet, erklärt er ihm, dass er jetzt nach Odessa fahren soll. Frank tut dies und beordert auch Tarconi dorthin. Er solle versuchen, mit Valentinas Vater Kontakt aufzunehmen, der in Odessa auf dem Weg zu einer Umwelt-Konferenz ist und an diesem Tag in Anwesenheit der Firma ECOCORP den Vertrag unterzeichnen soll. Johnson hat ihn derweil wegen des Vorfalls mit den Agenten angerufen und ihm gedroht, dass er beim nächsten Mal seine Tochter nie wieder sehen werde, worauf er selbst diesem jedoch klargemacht hat, ihn zur Strecke zu bringen, sollte er seiner Tochter etwas antun.
Noch außerhalb der Stadt werden Frank und Valentina von einem Lastwagen und zwei Range Rovern auf der Staumauer eines Sees festgesetzt. Die Mission ist beendet, und Frank muss die verängstige Valentina an Johnson und seine Helfer übergeben. Leider kann er ihr im Moment nicht helfen und muss erst einmal sich und sein Auto in Sicherheit bringen. Er durchbricht das Geländer des Stausees und versenkt so das Fahrzeug, das von den Helfern Johnsons mit schwerer Bewaffnung beschossen wird. Frank öffnet die Ventile der Reifen um sowohl sich mit Atemluft zu versorgen als auch die Taschen der vormals vermeintlichen Ladung (Telefonbücher) mit Luft zu füllen, um das Fahrzeug wieder an die Wasseroberfläche zu bringen. Nachdem Johnson und seine Männer abgezogen sind, zieht ein Traktor das Fahrzeug aus dem See, noch bevor der von Frank informierte Tarconi mit seinen ukrainischen Kollegen eintrifft. Frank trifft sich nun mit Tarconi und erklärt ihm den genauen Grund dieser Aktion. Frank und Tarconi finden heraus, dass Johnson mit dem Zug unterwegs ist, zusammen mit seinen Leuten und Valentina. Frank begibt sich mit seinem Audi, der trotz der Versenkung im Wasser wieder läuft, zu einer Brücke, unter der der Zug wenig später durchfahren muss. Von dort aus fährt er auf das Dach des Zuges, tötet Johnsons Leute und verfolgt ihn selber bis zum zweiten Waggon. Weiter kann er nicht, da das Armband noch aktiv und er vom Wagen zu weit entfernt ist. Während er zu seinem Auto zurückrennt, kuppelt Johnson die restlichen Waggons vom Zug ab. Frank fährt nun mit hoher Geschwindigkeit in den zweiten, den letzten nicht abgekuppelten Waggon hinein und liefert sich einen Kampf mit Johnson. Frank gelingt es, Johnson das Armband anzulegen und den Rückwärtsgang des Audis einzulegen, sodass der Wagen aus dem Zug rollt. Johnson stirbt durch die Explosion des Armbandes, die auch den nunmehr letzten Waggon des Zuges schwer beschädigt. Nachdem Frank Valentina aufgeweckt hat fragt sie ihn, ob sie im Himmel sei (Verweis auf die erste Begegnung), worauf Frank antwortet, dass dies wohl eher wie die Hölle aussieht.
Der Minister wird von der Rettung seiner Tochter in Kenntnis gesetzt, als er gerade in Anwesenheit der Männer von ECOCORP den Vertrag unterzeichnen soll. Er zerreißt den aufgezwungenen Vertrag und Valentina bleibt bei Frank.

## Kritik
Christoph Petersen von der Filmstarts-Redaktion beurteilt Transporter 3 als durchschnittlich und die Actionszenen als etwas „überkandidelt“. „Das Ergebnis ist ein spaßiges Actionfeuerwerk, das zwar mit einem extrem sympathischen Protagonisten-Duo aufwartet, auf frische Ideen aber weitestgehend verzichtet.“
Auch bei Moviemaze.de urteilt man ähnlich wie Julian Reischl es zusammenfasst, schließlich bringen „Fulminante Action mit Autos, Waffen und Explosionen“, „Schlägereien und ein perfekt durchtrainierter Jason Statham“ die richtigen „Zutaten“ für den zu erwartenden „Kinogenuß“. Er findet auch passend, dass es „schon bessere und vor allem logischere Filme“ gab, aber in der Tradition der Transporterreihe „macht Teil 3 definitiv eine gute Figur.“

„‚Transporter 3‘ baut das Konzept der Vorgänger konsequent aus und fügt einen Schuss ‚Stirb langsam‘-Spannung hinzu. Die Autostunts und Massenschlägereien sind perfekt choreografiert, Härte und Ironie halten sich die Waage, Frank Martin zeigt sich oft genug mit freiem Oberkörper, und als humoristischer Sidekick fungiert erneut François Berléand in der Rolle des Polizisten Tarconi. Der Film rauscht im wahrsten Wortsinn schnell vorbei und enthält alle Zutaten, die Genrefans erwarten. […] Fazit: Fortsetzung der crash-intensiven ‚Transporter‘-Serie mit mehr Action, Thrill und unerwarteten romantischen Zwischentönen: Jason Statham bremst für niemand.“

„Mediokrer Genrefilm mit einer eindimensionalen Hauptfigur und einfallslos inszenierten Actionsequenzen, die auch ein wummernder Soundtrack nicht mitreißender macht.“

## Auszeichnungen
2009 wurde Transporter 3 für den Publikumspreis des Europäischen Filmpreises nominiert.

## Einspielergebnis
Bei einem Budget von ca. 30 Millionen Euro (ca. 41,7 Millionen Dollar) spielte der Film allein in den USA über 31 Millionen Dollar ein, während insgesamt (weltweit) etwa 108 Millionen Dollar erzielt wurden.

## Trivia
Im Film wurden alle äußerlich unterscheidbaren Varianten des Audi A8 Typ D3/4E eingesetzt. Das Auto, welches von Franks Freund am Anfang des Films benutzt wird, ist ein Audi A8, Baujahr 2002–2004 mit geteiltem Frontgrill. Bei Franks Auto wurden verschiedene Autos eingesetzt, die sich in Details unterscheiden. Offiziell handelt es sich um einen Audi A8 W12. Allerdings wurden noch weitere Fahrzeuge als „Stuntdouble“ verwendet, da nur in den wenigsten Szenen der Audi die typische W12 Auspuffanlage zeigt. Auch das W12 Zeichen im Kühlergrill ist nicht in allen Szenen zu sehen und die Heckleuchten gehören manchmal zum Facelift 1 (2004–2007) und manchmal zum Facelift 2 (Baujahr 2008–2009). In einigen Szenen sind sogar die nach unten zeigenden Auspuffrohre eines Dieselauspuffs zu sehen. Vom Audi S8 wurden die typischen silbernen Spiegelkappen übernommen. In den Nahaufnahmen ist fast durchgehend das Facelift 2 zu sehen. Fast alle Anschlussfehler des Films haben mit dem Audi A8 zu tun.